# Staabe

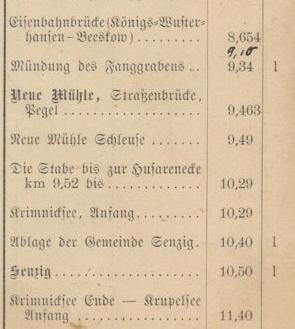
Kilometrierung der Dahme-Wasserstraße (Auszug), Königliche Regierung Potsdam 1901.

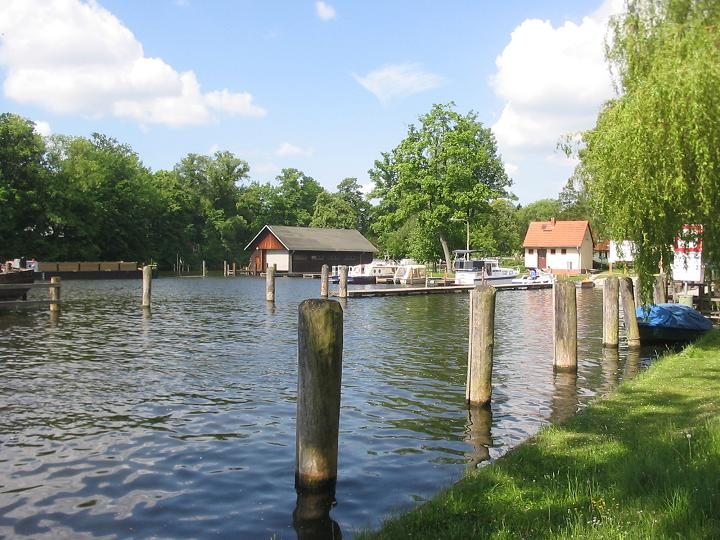
Staabe an der Schleuse Neue Mühle

Die Staabe (gelegentlich auch Stabe) ist ein Teil der Dahme und der Dahme-Wasserstraße (DaW) zwischen den Kilometern 9,52 und 10,29. Seit wann und warum das rund 480 Meter lange Teilstück des Flusses den Namen Staabe trägt, ist nicht bekannt. Zur Etymologie des Begriffs ist es schwierig Angaben zu finden.
Das Staabe-Teilstück der Dahme liegt in Neue Mühle, einem Wohnplatz der Stadt Königs Wusterhausen im Brandenburger Landkreis Dahme-Spreewald südöstlich von Berlin. Es beginnt mit dem Oberwasser der historischen Schleuse Neue Mühle, die auf das Jahr 1696 zurückgeht, und endet nach 480 Metern stromaufwärts an der Landzunge Husareneck, an der der Fluss in den Krimnicksee übergeht.
Am Südufer befindet sich unmittelbar neben der Schleuse der Yacht Club Neue Mühle mit einem holzverkleideten Vereinshaus. An das Vereinsgelände schließt sich bis zum Husareneck der Tiergarten an, den der Soldatenkönig Friedrich Wilhelm I. 1725 in einem 900 Hektar großen Waldgebiet östlich seines Jagdschlosses Wusterhausen für die Jagd anlegen ließ. Das Gebiet gehört seit 1995 zum gleichnamigen Naturschutzgebiet Tiergarten. Entlang des Nordufers verläuft eine Uferpromenade, die am Staabe-Freibad Neue Mühle endet.
Die Staabe ist insbesondere in den Sommermonaten stark befahren. Im Jahr 2006 passierten den Flussabschnitt rund 16.340 Schiffe und Boote: rund 100 Fahrgastschiffe, 15.600 Kleinfahrzeuge und 640 Fiskalische Fahrzeuge. Im Herbst jeden Jahres findet die Staabe-Regatta – eine Ruderregatta – statt.